# La Ville qui n'existait pas (Philippe Ébly)
La Ville qui n'existait pas est le huitième roman de la série Les Conquérants de l'impossible écrite par Philippe Ébly. Ce roman a été édité pour la première fois en 1975 chez Hachette dans la collection Bibliothèque verte. 
Le roman, de nouveau, met en scène des héros qui font un long voyage, qui se heurtent à un obstacle physique les empêchant de se mouvoir normalement, puis qui finissent par revenir chez eux.
L'épisode suivant est La Voûte invisible.

## Résumé
Alors qu'ils sont en randonnée , Serge, Xolotl et Thibaut, découvrent une grotte qui ressemble plus à une galerie creusés de la main de l'homme. S'enhardissant, ils continuent leur chemin et accèdent à une immense grotte de 60 km de tour et 3000m de haut, vieille de 50 millions d'années et située au centre du volcan du Cantal. Cette grotte forme une gigantesque voûte, de plusieurs kilomètres de long, dans laquelle se trouve une ville protégée par un mystérieux mur invisible qui s'est reformé après leur passage. Ils découvrent que cette ville s'appelle Sanderloz et qu'elle est peuplée par des descendants des arabes qui avaient pénétré en France en l'an 732 et qui avaient été stoppés par Charles Martel. Cette ville et sa civilisation ont été fondés par Ja'far al-Sâdiq, un grand alchimiste arabe.
Ils vont faire la connaissance de plusieurs personnes: une bergère, le fils, prénommé Hamid, du chef de la ville qui porte le titre d'Archonte, la secrétaire du chef (Djaïlah), un technicien (Mouloud), un lieutenant des gardes, etc.  Accueillis dans la demeure de l'Archonte et adopté par ce dernier comme le veut la tradition, ils vont vivre plusieurs jours dans cette ville, et vont vite constater qu'ils sont condamnés à y rester toute leur vie pour en préserver le secret. Sanderloz ne connait pas l'électricité mais bénéficie d'un mystéreuy éclairage biochimique, elle est dirigée par le « Conseil des Douze » ; ses habitants bénéficient du service de petits oursons servant d'esclaves et qui accourent pour obeïr aux ordres dès qu'on les appelle par leur prénom, partagé par tous, Bruno.
Néanmoins, la volonté de Serge, Xolotl et Thibaut est de s'enfuir de cette ville et de regagner la surface. Il trouve une aide précieuse en la personne de Djaïlah, qui leur remet un breuvage, le « AT 3 », qui permet de passer à travers le mur invisible qui protège la ville. Ce mur est en fait une zone dans laquelle le temps est ralenti de 10 000 fois, ce qui signifie que si l'on tente de le traverser, on n'a que le temps de bouger de quelques millimètres avant d'être bloqué et de mourir asphyxié. L'AT 3 permet à celui qui l'a bu de vivre 10 000 fois plus rapidement et, par conséquent, de se mettre « en phase » avec la vitesse temporelle de ce mur. Les trois amis, alors qu'ils viennent de ligoter Hamid (qui avait découvert leur projet d'évasion) et qu'ils sont sur le point d'être arrêtés, boivent l'AT 3, ce qui leur permet fuir les gardes à une vitesse exceptionnelle, de quitter la ville, er de traverser le champ de force temporel et de regagner la civilisation de la surface.

## Les différentes éditions françaises
- 1975 : Hachette, Bibliothèque verte, cartonné, texte original. Illustrations d'Yvon Le Gall. 154 p.  (ISBN 2-01-001888-5)
- 1984 : Hachette, Bibliothèque verte, cartonné (série hachurée). Illustrations d'Arias-Crespo.
- 1994 : Hachette, Bibliothèque verte no 114, format poche souple, texte original. Illustrations d'Erik Juszezak. 222 pages.  (ISBN 2-01-209272-1)
- 2003 : Éditions Degliame, collection : Le Cadran bleu : science-fiction ; no 34, format souple. Illustrations de Philippe Munch.  (ISBN 2010135814)